# طواف لانكاوي 2000
طواف لانكاوي 2000 هو سباق دراجات هوائية أقيم بتاريخ 25 يناير–6 فبراير 2000، تكون السباق من 12 مرحلة وامتدّ لمسافة 1604.9 كم بسرعة 41.77 كم/س، استغرق السباق 38 ساعة 34 دقيقة 39 ثانية. فاز به الأمريكي كريس هورنر.

## الترتيب
| م                     | الدرّاج     | البلد            | الزمن                     |
| --------------------- | ---------- | ---------------- | ------------------------- |
| الفائز بالترتيب العام | كريس هورنر | الولايات المتحدة | 38 ساعة 34 دقيقة 39 ثانية |